# Johann Kaspar Mertz
Johann Kaspar Mertz (tiếng Hungary: János Gáspár Mertz, tên khai sinh: Casparus Josephus Mertz) là nhà soạn nhạc và nghệ sĩ guitar người Hungary. Ông sở hữu một số lượng tác phẩm lớn. Ông sử dụng đàn guitar 8 dây rồi guitar 10 dây.

## Tác phẩm

### Guitar solo
- Verlands-Blüthen op. 1
- Nachtviolen op. 2
- Zwey Polonaisen und Mazurka op. 3
- Trois Nocturnes op. 4
- Cyanen op. 5
- Le Carneval de Venice. Air varié op. 6
- Opern-Revue op. 8 (33 numbers)
- Introduction et Rondo Brillant op. 11
- Erinnerung an Ischl. 6 Ländler op. 12
- Bardenklänge op. 13. A series of pieces separated into 15 Hefte, the last two of which were published posthumously. Includes: An Malvina; Romanze; Abendlied; Unruhe; Elfenreigen; An die Entfernte; Étude; Capriccio; Gondoliera; Liebeslied; Fingals-Höhle; Gebeth; Tarantelle; Variations Mignonnes; Kindermärchen; Rondino; Romanze; Scherzo; Sehnsucht; Lied ohne Worte; Mazurka; Polonaise Favorites Nos. 1-7; Romanze; Walzer im Ländlerstyl.
- Portefeuille für Guitarre-Spieler. Includes: Martha. Musik von F. Flotow op. 16; Der Prophet. Musik von G. Meyerbeer op. 21; Agathe op. 22; Glockentöne op. 24; Fantaisie über Motive aus der Oper 'Don Juan' [Mozart] op. 28; Das Blümlein op. 34; Nabucco. Musik von G. Verdi op. 62; Rigoletto. Musik von G. Verdi op. 63; Il Trovatore. Musik von G. Verdi op. 86; L'Étoile du nord. Opera de G. Meyerbeer Op. 100.
- Agathe op. 22
- Glockentöne op. 24
- Divertissement über Motive der Oper 'Der Prophet' (Meyerbeer) op. 32
- Original Steyer Tänze op. 33
- Das Blümlein op. 34
- Caprice op. 50
- Trois Morceaux op. 65. Includes: Fantaisie hongroise; Fantaisie originale; Le Gondolier.
- Pianto dell'amante
- Élégie
- 6 Schubert'sche Lieder
- Concertino
- Schule für die Guitarre

### Guitar duo
- Barcarola
- Der Ball
- Deutsche Weise
- Impromptu
- Mazurka
- Nänien. Trauerlieder. Includes: Am Grabe der Geliebten; Ich denke dein; Trauermarsch.
- Ständchen
- Tarantelle
- Unrühe
- Vespergang
- Wasserfahrt am Traunsee

### Trang nhạc
- Boije Collection Lưu trữ ngày 17 tháng 7 năm 2012 tại Wayback Machine The Music Library of Sweden
- Rischel & Birket-Smith's Collection of guitar music 1 Det Kongelige Bibliotek, Denmark
- George C. Krick Collection of Guitar Music Washington University
- Bản nhạc miễn phí bởi Johann Kaspar Mertz tại Dự án Thư viện Bản nhạc Quốc tế (IMSLP)
- Bản mẫu:MutopiaComposer